# Abronia mixteca
El dragoncito de la Sierra Mixteca (Abronia mixteca), es una especie de lagarto escamoso ánguido del género Abronia endémico de los estados de Guerrero y Oaxaca, México. Fue descrito por primera vez por los zoólogos estadounidenses Charles Mitchill Bogert y Ann P. Porter en el año de 1967 a partir del holotipo AMNH 91000.

## Etimología
El epíteto específico de A. mixteca deriva del mixteca, específicamente de la palabra náhuatl mixtécatl, que significa "habitante del país de las nubes". Este nombre hace referencia a la región histórica habitada por la cultura mixteca cuyo territorio abarca los actuales estados de Oaxaca, Guerrero y Puebla. Los autores, Bogert y Porter, consideraron adecuado este nombre debido a la coincidencia entre parte del área de distribución de la especie con la región cultural mixteca.

## Descripción

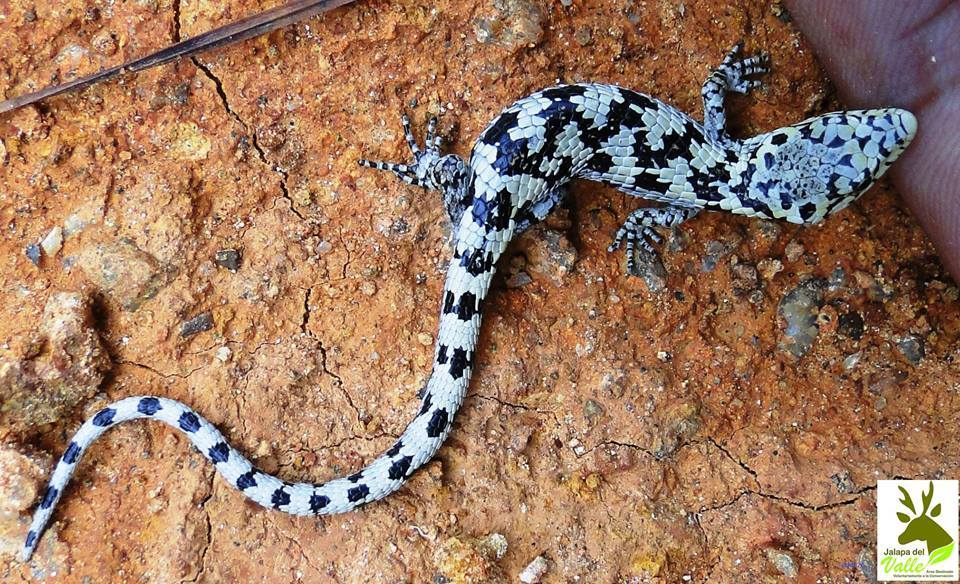
Ejemplar juvenil.

El dragoncito de la Sierra Mixteca es un lagarto de cuerpo alargado, con una cola larga y prensil y patas cortas, adaptado para la vida arbórea. La cabeza es triangular; las escamas dorsales son cuadrangulares y lisas y las escamas ventrales son lisas; el pliegue ventro-lateral característico del género Abronia está débilmente desarrollado en esta especie. En promedio, alcanzan una longitud hocico-cloaca de 12 cm. Los herpetólogos Jonathan Atwood Campbell y Darrel Richmond Frost en el año de 1993 reportaron el caso de un espécimen (MZFC 4420) con la longitud de hocico a cloaca máxima conocida para esta especie, 14.8 cm. Para el holotipo de la especie, en vida, la longitud de hocico a cloaca era de 10.3 cm, y la longitud de la cola era de 14.2 cm (24.5 cm de longitud total). Sin embargo, después de la conservación del holotipo en alcohol de grano, debido a diferencias en la contracción, las medidas cambiaron a 10.2 y 13.6 cm respectivamente, con una longitud total de 23.8 cm. Campbell y Frost reportaron en los meses de julio y agosto la colecta de juveniles de A. mixteca (UTA R-25771-72) con una longitud de hocico a cloaca de 4 a 4.2 cm, lo que sugiere que nacieron a los pocos meses de ser capturados.
Se distingue de otros de su género por las siguientes características:
- De 28 a 31 hileras transversales de escamas dorsales.
- Presencia de escamas posterolaterales de la cabeza con el extremo cónico.
- Presencia de al menos 6 escamas nucales.
- Escama frontonasal de tamaño grande.
- Presencia de cuatro escamas en la primera hilera de escamas temporales.
- Presencia de dos escamas temporales primarias en contacto con las escamas postoculares.
- Antepenúltima escama supralabial en contacto con los ojos.
- Escama superciliar anterior en contacto con la escama cantoloreal.
- Presencia de tres escamas occipitales.

Se distingue del dragoncito oaxaqueño por tener escamas más pequeñas y numerosas en la cabeza, con tres filas de escamas entre los occipitales y los nucales, en lugar de una sola fila. Las escamas laterales de la cabeza en A. mixteca son más pequeñas, redondeadas y numerosas, sin proyecciones notables, a diferencia de las proyecciones en A. oaxacae. Por último, la cola del dragoncito de la Sierra Mixteca tiende a ser más corta, representando entre el 55% y 59% de la longitud total, mientras que en el dragoncito oaxaqueño varía entre el 57% y el 61%.

### Coloración y dicromatismo sexual

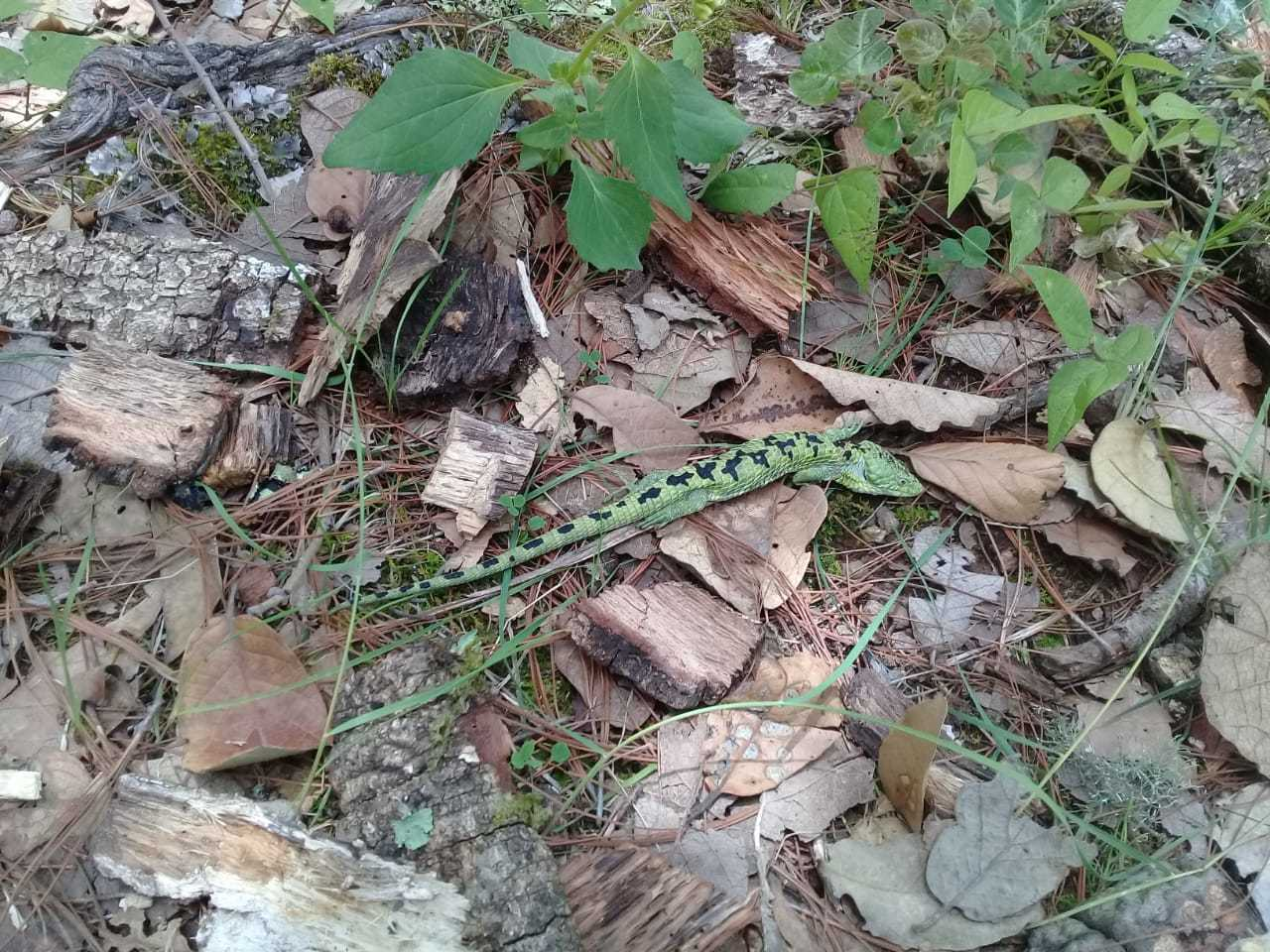
Fotografía de un ejemplar.

Este dragoncito cuenta con un coloración dorsal en adultos variable, desde un color verde oliva amarillento a uno café claro. En el dorso presenta de seis a ocho bandas transversales no bien definidas, conformadas de manchas pequeñas de color oscuro alineadas a lo largo del tronco. Las escamas labiales, y del cuello, además de los párpados son de color amarillo. La coloración del dragoncito de la Sierra Mixteca presenta características distintivas, variando ligeramente según la edad, el sexo y el estado de preservación de los especímenes.
El holotipo de A. mixteca exhibió una coloración dorsal de un tono oliva amarillento en vida, acompañado de pequeñas manchas negras dispersas. Tras la preservación, el dorso adquirió un color grisáceo, manteniendo algunas de las manchas negras. La cabeza presenta manchas negras dispersas en la parte superior, mientras que las escamas de los lados del cuello y los labios son amarillas en vida, pero se tornan casi blancas después de la preservación. La cola, en su sección anterior, tiene manchas negras pequeñas separadas por cinco o seis anillos de escamas caudales, y su parte posterior muestra bandas alternas de gris claro y gris oscuro, aunque de manera indistinta. La superficie ventral es blanquecina, con pequeñas manchas negras irregulares que son más abundantes en la región abdominal. Además, el patrón supralabial incluye cinco barras grises oscuras que cruzan oblicuamente las escamas supralabiales.
Los paratipos presentan variaciones en la intensidad y distribución de la coloración: En algunos ejemplares, la cabeza tiene un tono más grisáceo con menor presencia de amarillo en comparación con el holotipo, y las manchas negras dorsales pueden ser menos evidentes o estar ausentes.
Los machos adultos poseen una región ventral salpicada con numerosos puntos negros, mientras que las hembras presentan manchas negras más pequeñas y dispersas, concentradas lateralmente en el vientre. Los ejemplares juveniles tienen un patrón ventral más uniforme, con menos manchas visibles. En el dorso de las hembras, se observan pequeñas manchas negras que varían entre una y tres por escama, un patrón que es menos prominente en los machos adultos. La cola mantiene el patrón de bandas alternas de tonos claros y oscuros en la parte posterior. Las escamas laterales del cuello son amarillas en vida, pero también se vuelven blanquecinas tras la preservación.
La coloración de A. mixteca es un elemento distintivo que la diferencia de otras especies del género. Los tonos oliva amarillento, los patrones de manchas negras y las barras grises supralabiales son características únicas. Las variaciones en el patrón ventral y dorsal entre machos, hembras y juveniles resaltan su diversidad fenotípica dentro de la especie, siendo estas adaptaciones posiblemente ligadas a su entorno y comportamiento.

## Reproducción
El dragoncito de la Sierra Mixteca, como otros de su género, es una especie vivípara u ovovivípara. Su biología reproductiva ha sido poco estudiada, pero existen registros de comportamiento de apareamiento en su hábitat natural y en cautiverio. Los lugares del hallazgo de la reproducción de este dragoncito en su hábitat natural, fueron en las cercanías de La Cofradía, en áreas de tala de la comunidad de San Pedro el Alto, distrito de Zimatlán, en Oaxaca, y en un área de conservación comunitaria conocida como La Yerbabuena.
El cortejo en A. mixteca es característico, el macho sujeta la región temporal de la cabeza de la hembra con sus mandíbulas mientras frota su cuerpo contra ella, buscando alinear las cloacas para la copulación (introducción del hemipene). Las colas del macho y hembra se entrelazan durante la cópula. Las cópulas se ha registrado en troncos de árboles del género Pinus, como P. oaxacana y P. pseudostrobus, a alturas de hasta 1.7 m sobre el suelo.
La duración de la cópula registrada en estado silvestre oscila entre 35 y 50 minutos, a diferencia de lo que ocurre en cautiverio, en donde la copulación puede extenderse hasta 18 horas. Se presume que las diferencias en el tiempo de apareamiento entre entornos naturales y cautivos podrían estar relacionadas con la ausencia de riesgos como la depredación o la competencia por recursos en cautiverio. Los herpetólogos Schmidt Ballardo y Mendoza Quijano, reportaron el 1 de agosto de 1998 la cópula en cautiverio entre un macho adulto (de 11.5 cm de longitud hocico cloaca y 13 cm de longitud total) y una hembra adulta (de 10 cm LHC y 12.5 mm LT), que duró aproximadamente 8 horas, desde las 08:00 h hasta las 16:00 h. La hembra dio a luz a siete crías vivas 210 días después de la copulación, el 26 de febrero de 1996. Los neonatos, con una longitud hocico cloaca promedio de 35.57 mm, 42 mm de longitud total y un peso promedio de 0.81 g, presentaban un patrón de color amarillo dorado pálido con 5-6 bandas negras irregulares en el cuerpo y 12-14 anillos negros en la cola, una coloración que contrasta con la de los adultos. Este tamaño de la camada se encuentra dentro del rango observado en otros miembros de la familia Anguidae, que puede variar entre 1 y 12 crías. Los datos obtenidos sugieren que esta especie se aparea durante el verano y que las crías nacen en primavera.

## Distribución y hábitat

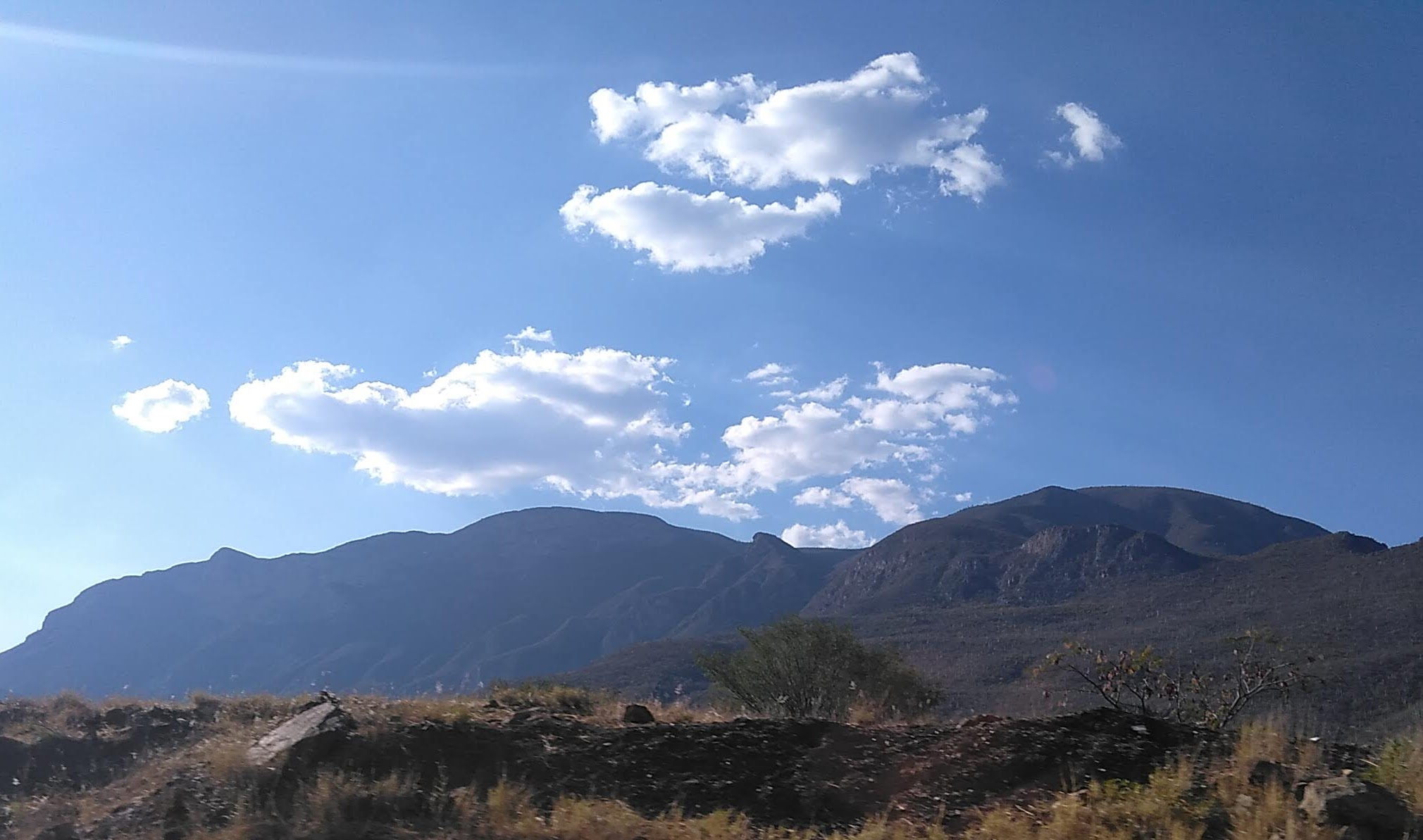
Sierra Madre del Sur en Oaxaca.

Se distribuye en La Mixteca, la Sierra Madre del Sur y Tejocotes, en los estados de Oaxaca y Guerrero (en una población asilada), México, a una altitud de 2134 a 2640 m s. n. m. La distribución y hábitat de A. mixteca están íntimamente ligados al ecosistema de bosques de pino-encino de la Sierra Madre del Sur, caracterizado por un ambiente fresco, húmedo y montañoso. La especie fue descubierta cerca del poblado de Tejocotes, a una altitud aproximada de 2400 m.s.n.m., y se ha registrado en áreas cercanas, por ejemplo, a 7 kilómetros al oeste de Tejocotes y en "La Herradura", unos 6 kilómetros al noroeste. También se distribuye en la Sierra de Cuatro Venados, en la región occidental del valle de Oaxaca, extendiéndose ampliamente hacía el suroeste del valle de Cuicatlán, en la Reserva de la biosfera Tehuacán-Cuicatlán, con un hábitat de bosque de encino a una altitud de 2420 m s. n. m. Sin embargo, en La Mixteca de Oaxaca, los bosques de pino y pino-encino se encuentran distribuidos de manera discontinua, lo que puede estar aislando a las poblaciones que se encuentran en el valle de Cuicatlán de la sierra de Cuatro Venados, donde las comunidades indígenas manejan los bosques de forma sustentable, lo que podría contribuir a la conservación del hábitat de A. mixteca en esta región.
Existen hallazgos de A. mixteca en diferentes localidades de Oaxaca, México, dentro de la subprovincia fisiográfica "Montañas y Valles del Occidente". Las localidades incluyen:
- La Cofradía, a 11.3 km al oeste y 0.6 km al sur de Santa María Lachixío, en el municipio Zimatlán de Álvarez a una elevación de 2735 m s. n. m., en un bosque de pino.
- La Huerta, a 10.2 km al oeste y 2.5 km al norte de Santa María Lachixio, municipio Zimatlán de Álvarez a 2780 m s. n. m., cerca de un huerto frutícola con vegetación de bosque de pino.
- Río Oscuro, a 3.3 km al norte y 1.2 km al oeste de Santa María Lachixío, municipio Santa María Lachixío a 2411 m s. n. m., en un bosque de pino-encino.
- Agua de Cola, a 9.3 km al sur y 5.6 km al oeste de Zapotitlán del Río, en el municipio San Francisco Cahuacúa a 2324 m s. n. m., en un bosque de pino-encino.
- Centro de Educación Ambiental, 12 km al sur y 0.9 km al este de Santiago Tenango, municipio Santiago Tenango, a 2303 m s. n. m., en un bosque de encino-pino.
- 14 km al sur and 8 km al este, en Nochixtlan (FWMSH 7355).[5]

Aunque su distribución es restringida, comparte esta región general con otras especies del género Abronia, como A. oaxacae y A. fuscolabialis, aunque no es simpátrica con ellas. Es probable que estas especies se hayan separado debido a procesos históricos de fragmentación del bosque, exacerbados por cambios climáticos que redujeron las áreas de hábitat continuo (alopatria).
El aislamiento de A. mixteca de otras especies como A. oaxacae y A. fuscolabialis se debe a barreras geográficas y ecológicas, que incluyen la discontinuidad del hábitat adecuado y diferencias en las condiciones locales. Este aislamiento ha permitido que cada especie se especialice en su propio nicho, lo que ha resultado en una diferenciación evolutiva clara.
Por ejemplo entre las áreas habitadas por A. mixteca y A. oaxacae, el bosque de pino-encino está fragmentado por barreras por altitudes, lo que limita el intercambio de genes entre las poblaciones. Además, existe barreras climáticas entre especies, por ejemplo, A. fuscolabialis, con una distribución en el Cerro Zempoaltépetl, a unos 40 kilómetros al este de El Punto; aunque con una distribución que conecta con la Sierra Madre del Sur por una cresta, esta conexión presenta una vegetación escasa y condiciones climáticas más secas, lo que probablemente actúa como una barrera para su dispersión con A. mixteca, que esta restringida a las epífitas de los bosques de pino-encino con alta humedad en altitudes elevadas.

### Hábitat y microhábitat
El hábitat de A. mixteca está dominado por bosques de pino-encino, con árboles como pinos predominantes en las crestas y laderas expuestas, encinos abundantes en los barrancos profundos y madroños, que complementan la estructura arbórea. En ocasiones se puede encontrar asoleándose sobre troncos de encinos.
El entorno donde se encuentra A. mixteca es montañoso, con precipitaciones anuales moderadas (783.6 mm en el año de 1959) concentradas durante los meses de verano, y frecuentes nieblas y cielos nublados que contribuyen a mantener la humedad necesaria para su hábitat. Este ambiente proporciona refugio y alimento, ya que las plantas epífitas (como bromelias y orquídeas) albergan una rica fauna invertebrada que forma parte de su dieta, incluyendo insectos, caracoles y lombrices. Los ejemplares suelen encontrarse en las ramas de los árboles, lo que resalta su adaptación a un estilo de vida arbóreo. También se ha encontrado en musgo español (o paxtle) creciendo en roble.

## Estado de conservación y amenazas
La Unión Internacional para la Conservación de la Naturaleza (UICN) considera a A. mixteca como vulnerable (VU), debido a que su distribución es menor de 20 000 km². Además, la especie enfrenta amenazas como la disminución y explotación, teniendo como consecuencia la disminución de su distribución en al menos un 30% en el pasado debido a la explotación de su hábitat, siendo esta una disminución continua. El gobierno mexicano a través de la Norma Oficial Mexicana 059 la clasificó como especie sujeta a protección especial (Pr) en el año de 2002; sin embargo, en la última actualización a esta norma, tras su análisis con el Método de evaluación del riesgo de extinción de las especies silvestres en México (MER), se reclasificó bajo la categoría de especie amenazada (A) en el año de 2010, una categoría de riesgo mayor.
Las principales amenazas para esta especie incluyen la pérdida de hábitat debido a la conversión de tierras para uso agrícola, la deforestación resultante de la producción de carbón, la recolección excesiva para el comercio internacional de mascotas y la persecución indirecta por parte de la población local que cree que esta especie inofensiva es venenosa para el ser humano.

### Demanda y comercio ilegal
A. mixteca es una de las especies de su género que se encuentra tanto en el comercio legal como en el ilegal, siendo ofrecida en portales de internet internacionales. Los precios de los ejemplares varían considerablemente, desde los $92.66 USD hasta los $1390.90 USD, dependiendo de si son vendidos por establecimientos formales o colectivos informales.
Aunque en México existe la crianza en unidades de manejo ambiental (UMAs) de esta especie y otras de su género, el comercio ilegal de estos animales sigue siendo un problema para su conservación. El tráfico ilegal de este dragoncito se dirige hacia países como Alemania, Estados Unidos y otros, donde existe una alta demanda debido a su valor como mascota exótica, debido a que, al igual que otras especies de dragoncitos, su morfología, temperamento dócil y facilidad de manejo en cautiverio la hacen popular en el mercado de mascotas.  Esta extracción ilegal de la especie supone una amenaza para esta, pues pone en riesgo sus poblaciones silvestres y por lo tanto, su función ecológica.